# 8438-as mellékút (Magyarország)
A 8438-as számú mellékút egy bő négy kilométer hosszú, négy számjegyű országos közút Vas vármegyében; Szemenye és Kám településeket köti össze egymással, valamint a 8-as és a 87-es főutakkal.

## Nyomvonala
Szemenye közigazgatási területén, a falu keleti szélén, a belterület határán ágazik ki a 8-as főútból, annak a 134. kilométerénél, nyugat felé. Mintegy száz méter után keresztezi az Egervölgyre vezető 84 139-es számú mellékutat, majd a Fő utca nevet viselve belép a község házai közé; a kira.gov.hu a lekérdezés időpontjában valójában csak innentől tünteti fel a kilométer-számozását. Bő másfél kilométer megtétele után, a nyugati falurészben kissé északabbnak fordul, de miután, a 2. kilométerét elhagyva kilép a lakott területről, visszatér a nyugati irányhoz.
Nagyjából 2,4 kilométer után lép Kám területére, ahol nem sokkal ezután eléri a belterület keleti szélét is; ott a Petőfi Sándor utca nevet veszi fel. Mintegy 3,2 kilométer megtételét követően keresztezi a 8439-es utat, amely a 8-as és 87-es főutak csomópontjától Sárvárig vezet, majd továbbhalad nyugat felé, változatlan néven. A faluközpont nyugati részén délnyugatnak fordul és a Kossuth Lajos utca nevet veszi fel, így ér véget, beletorkollva a 87-es főútba, annak a 700-as méterszelvénye közelében.
Teljes hossza, az országos közutak térképes nyilvántartását szolgáló kira.gov.hu adatbázisa szerint 4,164 kilométer.

## Települések az út mentén
- Szemenye
- Kám